# Chilotorace
Il chilotorace è la presenza di una raccolta anormale di liquido linfatico nel cavo pleurico, ovvero lo spazio che circonda il polmone. Il liquido linfatico che si forma nell'apparato digestivo e che viene chiamato "chilo" può accumularsi qui a seguito di un'interruzione o di un'ostruzione del dotto toracico. Nelle persone che seguono una dieta normale questa raccolta di liquidi può a volte essere identificata dal suo aspetto torbido e bianco latte, questo dovuto perché il chilo contiene trigliceridi. È importante distinguere un chilotorace da uno pseudochilotorace (una raccolta fluida nello spazio pleurico ad alto contenuto di colesterolo), che ha un aspetto simile ma è causato da processi infiammatori cronici e richiede un trattamento diverso.
Il chilotorace è una condizione rara ma grave. Deriva dalla fuoriuscita del fluido linfatico dal dotto toracico o da uno dei suoi affluenti. Esistono molti trattamenti, sia chirurgici che conservativi. Circa il 2-3% di tutte le raccolte di fluidi che circondano i polmoni (versamenti pleurici) sono chilotoraci.

## Epidemiologia
Il chilotorace è una patologia assai rara che solitamente si presenta come una complicanza conseguente ad interventi chirurgici al collo e al mediastino. Non vi è alcuna predisposizione per genere o per età. Un chilotorace si verifica nello 0,2-1% degli interventi cardiotoracici, nel 5-10% delle esofagostomie e nel 3-7% delle resezioni polmonari.

## Eziologia
Esistono tre principali tipologie di chilotorace distinti per la causa: traumatico, non traumatico e idiopatico. Storicamente, il tipo più comune riscontrato era quello non traumatico, tuttavia ad oggi (primi anni 2000) quelli traumatici rappresentano la maggior parte dei casi e soprattutto derivano da complicanze successive ad un intervento chirurgico. La causa più comune di chilotorace non traumatico è la presenza di un tumore. I chilotoraci possono essere classificati anche come a bassa o alta produzione in base al tasso di accumulo di chilo: i chilotoraci a bassa produzione sono caratterizzati da un accumulo di chilo inferiore ai 500 mL ogni 24 ore, mentre quelli ad alta produzione presentano un accumulo maggiore ai 1000 mL per 24 ore.

### Non traumatici
I tumori maligni sono la causa più frequente di chilotorace non traumatico. Neoplasie come la leucemia linfatica cronica, il tumore ai polmoni, il linfoma, il sarcoma di Kaposi, il carcinoma metastatico o il tumore esofageo sono potenziali cause del chilotorace. Nei paesi in via di sviluppo si osservano molto spesso anche cause infettive. La causa più frequente di un chilotorace infettivo è una complicazione della linfoadenite tubercolare, mentre altre possibili infezioni causali possono includere l'aortite, la linfangite, l'istoplasmosi e la filariasi. Il chilotorace può anche essere congenito e può verificarsi in concomitanza con altre malformazioni linfatiche, come la linfangectasia e la linfangiomatosi. Altre condizioni patologiche, come la sclerosi tuberosa, la cardiopatia congenita, la trisomia 21 (o sindrome di Down), la sindrome di Noonan o la sindrome di Turner (o cromosoma X mancante) sono anch'esse possibili cause di un chilotorace congenito. Altre patologie più rare che possono portare ad un chilotorace possono essere: la malattia di Castleman, la sindrome dell'unghia gialla, la macroglobulinemia di Waldenström, la filariasi linfatica, la sarcoidosi, l'embolia, la trombosi delle grandi vene, l'amiloidosi e il gozzo. Anche la radioterapia al torace può esserne, seppur molto raramente, causa. Queste malattie causano il chilotorace ostruendo o distruggendo il dotto toracico. Una rapida dose di nutrizione parenterale totale può ostruire il dotto toracico, causando la fuoriuscita del chilo nello spazio pleurico circostante.

### Traumatico
La tipologia più frequente di chilotorace è quello iatrogeno causato da un intervento chirurgico e spesso è una grave conseguenza di una pneumectomia. È particolarmente comune a seguito di interventi chirurgici che richiedono una dissezione mediastinica. La probabilità di sviluppare un chilotorace dipende dal tipo di intervento chirurgico e quello che presenta il più alto rischio è l'esofagostomia, con un rischio di stimato tra il 5% e il 10%. La resezione polmonare e la dissezione del nodo mediastinico presentano il secondo rischio più elevato, con una probabilità che si attesta tra il 3% e il 7%. Altri interventi, come la resezione di un tumore mediastinico, una riparazione di un aneurisma toracico, la simpatectomia e qualsiasi altro intervento chirurgico che coinvolga la parte inferiore del collo o nel mediastino, possono causare lo sviluppo di un chilotorace. È stato descritto anche lo sviluppo di chilotorace traumatico non conseguente alla chirurgia ma successivo ad un posizionamento di un catetere venoso centrale, ad un impianto di pacemaker e ad una procedura di embolizzazione di una malformazione artero-venosa polmonare. Un trauma contusivo alla regione toracica è un'altra causa di chilotorace che si è verificata dopo lesioni da scoppio e persino a seguito di semplici lesioni da tosse o starnuti.

## Fisiopatologia
Principalmente, un chilotorace si sviluppa a seguito della fuoriuscita di chilo dal dotto toracico, spesso causata da un disturbo che compromette l'integrità strutturale del dotto stesso. Ad esempio, il posizionamento di un catetere venoso centrale può potenzialmente interrompere il drenaggio della linfa nella vena succlavia, seguito dal dotto toracico, con conseguente formazione di un chilotorace. La patologie che comportano un aumento della pressione nel condotto toracico danno origine, velocemente, ad alcuni canali collaterali che alla fine defluiscono nel torace. Un trauma che interessa il dotto toracico è una delle cause più frequenti.
Il verificarsi di un chilotorace nello spazio pleurico sinistro o destro è una conseguenza della posizione anatomica del dotto toracico nel corpo e dipende dalla posizione in cui il dotto è stato colpito. Se il dotto toracico viene ferito sopra la quinta vertebra toracica, si ottiene un chilotorace sinistro. Al contrario, una lesione del dotto al di sotto della quinta comporterà la formazione di un chilotorace destro. I chilotoraci si verificano più comunemente nello spazio pleurico destro (50% dei casi), mentre quelli della parte di sinistra e bilaterali sono meno frequenti e si riscontrano rispettivamente nel 33% e nel 17% dei casi.
In caso di neoplasia, l'invasione del dotto toracico o dei canali linfatici collaterali può causare ostruzione della linfa. Nel caso della linfoadenopatia mediastinica, il linfonodo ingrossato può provocare la compressione dei canali linfatici e del dotto toracico. Ciò impedisce il drenaggio centripeto del flusso linfatico dai bordi del parenchima polmonare e delle superfici pleuriche. Questo fa sì che il chilo trasuda ampiamente nella cavità pleurica, comportando così la formazione di un chilotorace. Nel caso della sindrome dell'unghia gialla o del linfedema, il chilotorace è causato da ipoplasia o dilatazione dei vasi linfatici. In rari casi, come nel chilotorace epatico, l'ascite chilosa attraversa il diaframma nella cavità pleurica. Nei casi idiopatici, come nei disturbi genetici, la fisiopatologia non è nota. Fino a tre litri di chilo possono facilmente drenare nello spazio pleurico giornalmente.

### Complicanze
Le complicanze del chilotorace comprendono malnutrizione, immunosoppressione, disidratazione e difficoltà respiratoria. La gravità delle complicanze dipende dalla velocità con cui il chilotorace si è accumulato, dalle sue dimensioni e dalla sua cronicità.

## Clinica

### Segni e sintomi
I sintomi di un chilotorace dipendono dalle sue dimensioni e dalla causa sottostante. Un chilotorace di piccole dimensioni non si manifesta con nessun segno o sintomo (asintomatico) e solitamente viene scoperto casualmente a seguito di una radiografia del torace eseguita per un altro motivo. Un chilotorace di dimensioni importanti può invece comportare dispnea e una sensazione di pressione al torace causata dai liquidi che limitano l'espansione dei polmoni.. Tuttavia, se il fluido si accumula lentamente, anche i chilotoraci considerevoli possano rimanere asintomatici, poiché i polmoni potrebbero aver avuto il tempo di abituarsi all'aumento di pressione. Febbre o dolore toracico non sono generalmente associati al chilotorace, poiché il chilo da solo non genera infiammazione.
All'auscultazione, il chilotorace può portare a suoni respiratori ridotti sul lato interessato, associati a un suono sordo quando il torace viene battuto. In caso di chilotorace postoperatorio, il primo segno può essere un drenaggio persistente dagli scarichi intercostali. I grandi chilotoraci possono causare segni legati alla perdita di nutrienti, comprese le caratteristiche di malnutrizione o la ridotta capacità di combattere le infezioni. I chilotoraci che si accumulano rapidamente possono causare un improvviso calo del volume del sangue, portando ad una bassa pressione sanguigna.

### Diagnostica

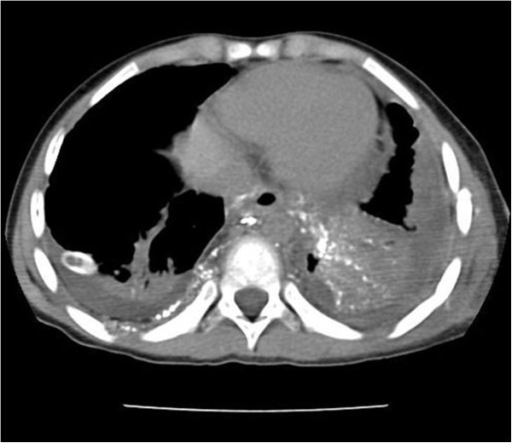
Immagine ottenuta tramite tomografia computerizzata che mostra un chilotoarce estensivo causato dalla fuoriuscita del dotto toracico

Varie metodiche di imaging biomedico possono essere utilizzate per formulare una diagnosi della condizione. Una radiografia del torace è in grado di rilevare un chilotorace che appare come un'area densa e omogenea che oscura gli angoli costofrenici e cardiofrenici. Le forme più lievi, comunque, si formano lentamente ed è quindi difficilmente visualizzabile mediante radiografia del torace nelle fasi iniziali All'ecografia può apparire come una regione ecoica isodensa senza settazione o localizzazione. Tuttavia, né una normale radiografia del torace né un'ecografia possono differenziare un chilotorace da qualsiasi altro tipo di versamento pleurico.

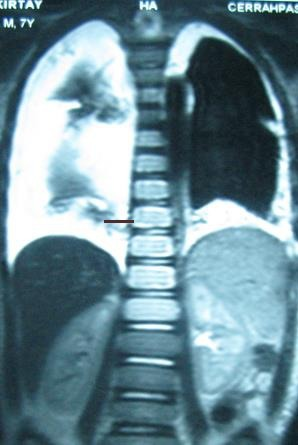
Chilotorace bilaterale visto all'imaging a risonanza magnetica

La cisterna del chilo può essere visualizzata tramite l'imaging a risonanza magnetica rendendo così possibile confermare la presenza di un chilotorace, tuttavia la risonanza magnetica nucleare non è considerata la metodica ideale per lo studio del torace e quindi il suo utilizzo è raro. Un'altra tecnica diagnostica è la linfangiografia convenzionale, anch'essa utilizzata raramente poiché oggi sono disponibili tecniche ugualmente sensibili ma meno invasive per diagnosticare la condizione. Le procedure di linfangiografia utilizzano il Lipiodol come mezzo di contrasto radiopaco, che viene iniettato nei vasi linfatici, rendendo possibile visualizzare il chilotorace sui successivi radiogrammi e identificare la fonte di eventuali perdite nel dotto toracico.
Un altro tipo di linfogramma più frequentemente utilizzato è la linfoscintigrafia nucleare, un esame di medicina nucleare; questa procedura richiede l'iniezione di acido pentetico umano marcato tecnezio-99m nelle lesioni sottocutanee di entrambi i lati del dorso del piede. Quindi vengono ottenute due immagini, anteriore e posteriore, utilizzando una gamma camera. Tale esame può essere integrata con una tomografia a emissione di fotone singolo. Una volta rilevato il versamento pleurico, si raccomanda una toracentesi.
Il fluido di un chilotorace può apparire lattiginoso, sieroso o serosanguinoso. Se l'aspetto del fluido non è lattiginoso non può essere comunque escluso un chilotorace. Poiché il chilo è ricco di trigliceridi, un versamento pleurico ricco di trigliceridi (>110 mg/dL) conferma la presenza di un chilotorace;. un versamento pleurico a basso contenuto di trigliceridi (<50 mg/dL) invece praticamente esclude la diagnosi. Se un versamento pleurico contiene trigliceridi tra 50–110 mg/dL, si raccomanda l'analisi del contenuto di lipoproteine del versamento pleurico per valutare i chilomicroni. Se tale procedura rileva chilomicroni nel fluido si può confermare un chilotorace. I chilotoraci sono tipicamente essudativi e spesso contengono un elevato numero di linfociti e hanno bassi livelli dell'enzima L-lattato deidrogenasi (LDH). Tuttavia, possono verificarsi chilotoraci atipici e sono transudativi nel 14% dei casi. Un aspetto lattiginoso del liquido pleurico non è sufficiente per confermare la diagnosi di chilotorace poiché un pseudochilotorace ed un empiema possono imitare questo aspetto. Al contrario, l'assenza di un aspetto lattiginoso non significa che un chilotorace non sia presente, in quanto possono invece apparire sierosi o sanguinanti.

## Trattamento

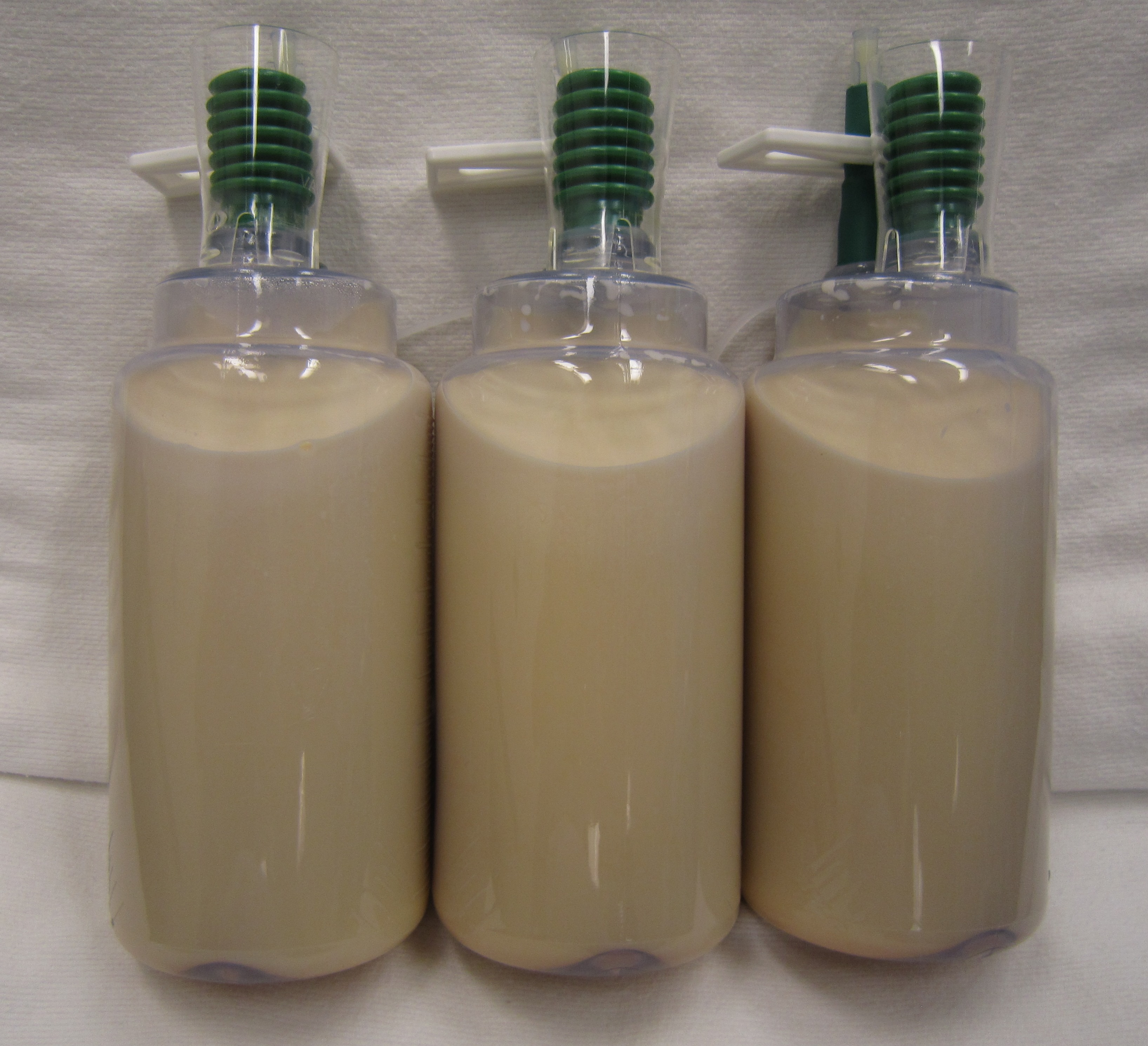
Tre bottiglie di chilo drenato da un chilotorace

Il trattamento per il chilotorace dipende dalla causa sottostante ma può comprendere una modifica nell'alimentazione, l'assunzione di farmaci in grado di per prevenire la formazione del chilo (tra cui somatostatina/octreotide, midodrina e sirolimus, pleurodesi) e il ricorso a un intervento chirurgico che può consistere in diverse procedure, tra cui: la legatura del dotto toracico, la creazione di uno shunt pleurovenoso o pleuroperitoneale, l'embolizzazione del dotto toracico.

### Approccio iniziale
Il trattamento iniziale per una condizione di chilotorace solitamente si basa sul drenaggio del fluido dallo spazio pleurico. Ciò può essere necessario per ripristinare la funzionalità polmonare compromessa dalla pressione esercitata dal chilo sui polmoni. Coloro che accusano un chilotorace di dimensioni importanti potrebbero necessitare di un supporto nutrizionale per via della perdita di nutrienti tra cui, principalmente, proteine ed elettroliti. Una volta che il paziente viene giudicato emodinamicamente e nutrizionalmente stabile, può iniziare un trattamento specifico.

### Trattamento conservativo
Un trattamento conservativo consiste nella modificazione della dieta con lo scopo di includere meno acidi grassi a catena lunga, in particolare acidi grassi liberi. Poiché il chilo è formato da questi acidi, la sua produzione risulterà minore consentendo ai pazienti di guarire spontaneamente. Tuttavia, questo approccio può portare, nel tempo, a sviluppare una carenza di grasso e ad uno stato di malnutrizione. La toracentesi è una procedura in cui viene inserito un catetere a permanenza per uso domestico che viene poi utilizzato per il drenaggio del chilotorace. Se si riscontra un chilotorace sviluppatosi a seguito di una neoplasia maligna è necessario garantire un trattamento con radioterapia e/o chemioterapia.

### Trattamento chirurgico
La chirurgia è indicata se il caso è post-traumatico, iatrogeno o refrattario ad altri trattamenti, nel qual caso l'intervento può ridurre la mortalità del 40%. Un intervento chirurgico invasivo, chiamato legatura del dotto toracico, comporta la chiusura dei dotti toracici, mentre la pleurodesi chirurgica è un'altra opzione che può essere intrapresa se la persona interessata non risponde al trattamento conservativo e non è candidata a un intervento di legatura. Un'ulteriore opzione per il trattamento è la creazione di uno shunt pleuroperitoneale (ovvero la realizzazione di un canale di comunicazione tra lo spazio pleurico e la cavità peritoneale).

## Prognosi
I tassi di morbilità e mortalità associati al chilotorace sono diminuiti grazie al miglioramento dei trattamenti. I chilotoraci maligni, bilaterali e cronici hanno una prognosi peggiore rispetto agli altri tipi. Attualmente, i tassi di mortalità e morbilità sono circa del 10%, se trattati chirurgicamente. Se i casi sono post-operatori e trattati in modo conservativo, i tassi di mortalità si avvicinano al 50%, la stessa percentuale dei casi non trattati.